# Дар'їнський
Дар'ї́нський  (каз. Дария) — селище у складі Шетського району Карагандинської області Казахстану. Адміністративний центр та єдиний населений пункт Дарїнської селищної адміністрації.
Населення — 477 осіб (2021; 825 у 2009, 1005 у 1999, 1313 у 1989).